# Stéphane Henchoz
Stéphane Henchoz (Billens, Fribourg kanton, 1974. szeptember 7. –)  svájci válogatott labdarúgó, aki hátvéd poszton játszott. Legnagyobb sikereit a Liverpool csapatában érte el.